# Кропен
Кропен (њем. Kroppen) општина је у њемачкој савезној држави Бранденбург. Једно је од 25 општинских средишта округа Обершпревалд-Лаузиц. Према процјени из 2010. у општини је живјело 746 становника. Посједује регионалну шифру (AGS) 12066168.

## Географски и демографски подаци
Кропен се налази у савезној држави Бранденбург у округу Обершпревалд-Лаузиц. Општина се налази на надморској висини од 112 метара. Површина општине износи 15,2 km². У самом мјесту је, према процјени из 2010. године, живјело 746 становника. Просјечна густина становништва износи 49 становника/km².